# Franciszek Strynkiewicz

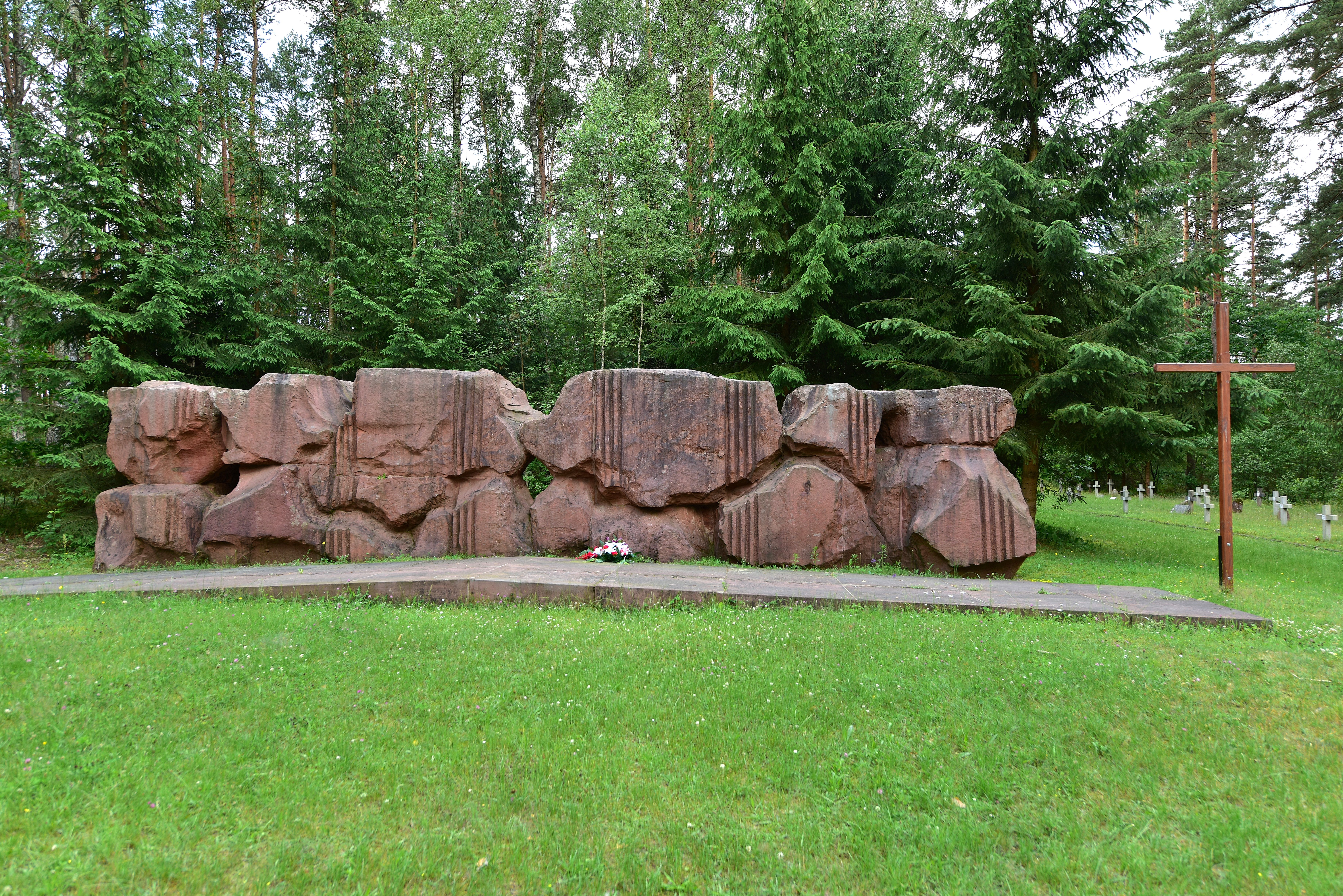
Pomnik Ofiar Obozu Pracy w Treblince. Ściana śmierci (1964)

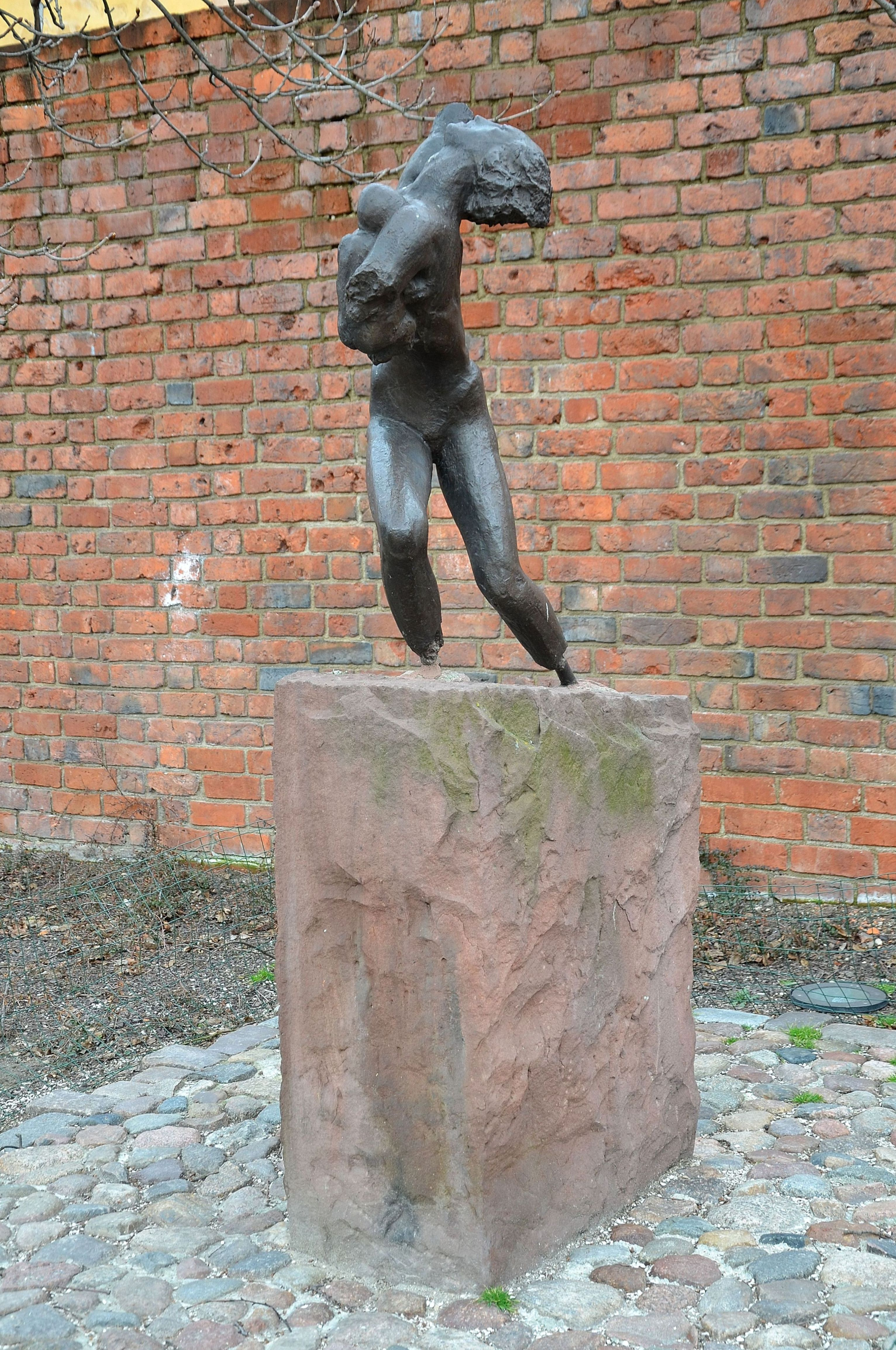
Rzeźba Oświęcim II w Warszawie (1945 lub 1948)

Franciszek Strynkiewicz, ps. „Skiba” (ur. 15 września 1893 w Mogielnicy, zm. 20 listopada 1996 w Ząbkach) – polski działacz niepodległościowy, rzeźbiarz.

## Życiorys
Urodził się w rodzinie Ignacego (1865–1917) i Julii z Nastulów (1867–1948). Po ukończeniu gimnazjum brał udział w tajnych kursach samokształceniowych, za co został aresztowany i uwięziony przez władze carskie. Ukończył seminarium nauczycielskie w Warszawie. Od sierpnia 1915 walczył w szeregach 4 kompanii III baonu 1 Pułku Piechoty Legionów Polskich w kampanii wołyńskiej, gdzie został ranny. Po rekonwalescencji został przydzielony do 5 baterii 1 Pułku Artylerii, w późniejszym czasie wstąpił do Polskiej Organizacji Wojskowej. Jako ochotnik walczył w wojnie polsko-bolszewickiej.
W latach 1921–1927 studiował w warszawskiej Szkole Sztuk Pięknych (obecnie Akademia Sztuk Pięknych w Warszawie) pod kierunkiem prof. Tadeusza Breyera. Następnie kontynuował naukę we Włoszech, Francji, Szwecji i Jugosławii. Przez wiele lat pracował na Akademii Sztuk Pięknych jako asystent, następnie od 1946 do 1963 jako profesor wykładał rzeźbę. W latach 1947–1951 oraz 1957–1959 był rektorem tej uczelni. Do jego uczniów należą Kazimierz Gustaw Zemła i Barbara Zbrożyna, Jan Kucz, Adam Roman, Ryszard Wojciechowski.
W listopadzie 1949 został członkiem Ogólnokrajowego Komitetu Obchodu 70-lecia urodzin Józefa Stalina. Jako prezes ZPAP (od 1951) i członek komisji Ogólnopolskiej Wystawy Plastyki (OWP) był wpływową postacią okresu socrealizmu. Z tego czasu pochodzą m.in. jego projekty pomnika Feliksa Dzierżyńskiego i rzeźb dla Domu Partii. Jednak po śmierci Stalina (1953) zaniechał działalności publicznej i portretem van Gogha (1954) zamanifestował swoją niezależność artystyczną.
Zmarł w Ząbkach, pochowany razem z drugą żoną i ich córką na cmentarzu leśnym w Laskach (kwatera D-VIII-15).

## Życie prywatne
Był dwukrotnie żonaty. Od 11 września 1917 był mężem Stanisławy z Dembowskich (ur. 1890), z którą mieli dwie córki: Agnieszkę Marię (1919–1944), łączniczkę ps. „Katarzyna”, która zginęła w powstaniu warszawskim oraz Barbarę (ur. 1924), także łączniczkę w powstaniu warszawskim, ps. „Romka”. 9 stycznia 1944 Franciszek Strynkiewicz poślubił Barbarę Bieniulis (1922–1996), swoją byłą uczennicę, rzeźbiarkę, z którą miał córkę Annę Dorotę (1949–1983), artystkę malarkę.

## Twórczość
Tworzył kompozycje figuralne, pomniki, rzeźby sportowe, akty i portrety. Jest także autorem rzeźb nagrobnych, w tym pomnika nagrobnego Żwirki i Wigury na Cmentarzu Powązkowskim (1934) oraz tablic pamiątkowych. Budował formy zwarte i dynamiczne, zmierzając do coraz większych uproszczeń. Poszukiwał własnej formuły przedstawienia figuracji w sposób aluzyjny, odwołując się do różnych technik rzeźbiarskich. Wraz ze swoją drugą żoną Barbarą Bieniulis-Strynkiewicz prowadził stałą wystawę rzeźb plenerowych w Mogielnicy.

## Ordery i odznaczenia
- Order Sztandaru Pracy I klasy (22 lipca 1949)[9]
- Krzyż Niepodległości (20 lipca 1932)[10][11][12]
- Krzyż Oficerski Orderu Odrodzenia Polski (11 lipca 1955)[13]
- Złoty Krzyż Zasługi (dwukrotnie: 11 listopada 1934[14], 22 lipca 1951[15])
- Medal 10-lecia Polski Ludowej (19 stycznia 1955)[16]

## Nagrody
- Grand Prix na Wystawie światowej w Paryżu (1937)[3]
- Nagroda Państwowa II stopnia za twórczość rzeźbiarską w minionym 10-leciu (1955)[17]

## Ważniejsze prace
- pomnika Ofiar Obozu Zagłady w Treblince (wspólnie z Adamem Hauptem i Franciszkiem Duszeńką)[3][18]; jego wkładem artystycznym w ten projekt była przede wszystkim ściana straceń w lesie nieopodal byłego obozu pracy Treblinka I[19] (1964)
- popiersie Waleriana Łukasińskiego (1927)[3]
- portret Gabriela Narutowicza (przed 1928)[3]
- Głowa Chinki (1928)
- pomnik Jana Kochanowskiego w Lublinie (1931)[3]
- kariatyda przed wejściem do budynku Urzędu Patentowego w Warszawie (1939)[3]
- popiersie Józefa Piłsudskiego (1936)
- cykl martyrologiczny „Oświęcim” (1945–1952) m.in. rzeźba Oświęcim II w Warszawie
- Portret Isi (1947)
- Na mecie (1948)
- Portret van Gogha (1953)
- Matka i dziecko (1960)
- Pokolenia (1965–1967)
- Autoportret (1967)
- Głowy dzieci, w polskiej misji dyplomatycznej w Budapeszcie[4]